# Caterina d'Asburgo (duchessa 1256)
Caterina d'Asburgo (Rheinfelden, 1256 circa – Landshut, 4 aprile 1282) è stata una nobildonna tedesca, per matrimonio duchessa della Bassa Baviera.

## Biografia
Nacque come terzogenita del re Rodolfo I d'Asburgo dal suo matrimonio con Gertrude di Hohenberg. Sposò il duca Ottone III di Baviera intorno al 1279, divenuto poi anche re d'Ungheria.
Al tempo di un riavvicinamento a breve termine tra la Baviera e l'Austria, fu stipulato un accordo di matrimonio tra il duca Enrico XIII. Il figlio maggiore di Enrico, Ottone, doveva sposare Katharina, insieme a una dote di 40.000 marchi; in cambio di questa somma, Enrico chiese in pegno le terre Ob der Enns (l'odierna Alta Austria). Questo accordo assicurò a Rodolfo la via libera per Vienna nella prima discussione decisiva con Ottocaro II di Boemia.
Il matrimonio ebbe luogo a Vienna intorno al 1279. Tuttavia, il riavvicinamento fu di breve durata: dopo il successo di Rodolfo in Austria, Enrico dovette rinunciare alla terra sopra l'Enns, la dote fu ridotta a 3.000 marchi. Caterina morì dopo tre anni di matrimonio a Landshut e fu sepolta nell'abbazia di Seligenthal vicino a Landshut. Con Ottone III ebbe due figli: i gemelli Rodolfo ed Enrico, che erano già morti nell'anno della loro nascita, 1280. In un lodo arbitrale del 1283, fu deciso che Enrico doveva restituire i beni in pegno al successore di Rodolfo Alberto I d'Asburgo per un pagamento di 3.000 marchi.

## Discendenza
Caterina d'Absurgo e Ottone III di Baviera ebbero due figli gemelli:
- Rodolfo (nato e morto nel 1280);
- Enrico (nato e morto nel 1280).

## Ascendenza
|                         |                          |                           | Genitori                           |  |  | Nonni |  |  | Bisnonni           |  |  | Trisnonni            |  |
|                         |                          |                           |                                    |  |  |       |  |  | Rodolfo il Vecchio |  |  | Alberto III il Ricco |  |
|                         |                          |                           |                                    |  |  |       |  |  | Rodolfo il Vecchio |  |  | Alberto III il Ricco |  |
|                         |                          | Ida di Pfullendorf        |                                    |  |  |       |  |  | Rodolfo il Vecchio |  |  |                      |  |
| Alberto IV il Saggio    |                          |                           |                                    |  |  |       |  |  | Rodolfo il Vecchio |  |  |                      |  |
|                         |                          | Agnese di Staufen         | Goffredo di Staufen                |  |  |       |  |  |                    |  |  |                      |  |
|                         |                          | Agnese di Staufen         | Goffredo di Staufen                |  |  |       |  |  |                    |  |  |                      |  |
|                         |                          | Agnese di Staufen         | …                                  |  |  |       |  |  |                    |  |  |                      |  |
| Rodolfo I d'Asburgo     |                          | Agnese di Staufen         |                                    |  |  |       |  |  |                    |  |  |                      |  |
|                         |                          | Ulrico III di Kyburg      | Hartmann III di Dillingen e Kiburg |  |  |       |  |  |                    |  |  |                      |  |
|                         |                          | Ulrico III di Kyburg      | Hartmann III di Dillingen e Kiburg |  |  |       |  |  |                    |  |  |                      |  |
|                         |                          | Ulrico III di Kyburg      | Richenza di Lenzburg               |  |  |       |  |  |                    |  |  |                      |  |
| Edvige di Kyburg        |                          | Ulrico III di Kyburg      |                                    |  |  |       |  |  |                    |  |  |                      |  |
|                         |                          | Anna di Zähringen         | Bertoldo IV di Zähringen           |  |  |       |  |  |                    |  |  |                      |  |
|                         |                          | Anna di Zähringen         | Bertoldo IV di Zähringen           |  |  |       |  |  |                    |  |  |                      |  |
|                         |                          | Anna di Zähringen         | Elvige di Frohburg                 |  |  |       |  |  |                    |  |  |                      |  |
| Matilde d'Asburgo       |                          | Anna di Zähringen         |                                    |  |  |       |  |  |                    |  |  |                      |  |
|                         | Burcardo IV di Hohenberg | Burcardo III di Hohenberg |                                    |  |  |       |  |  |                    |  |  |                      |  |
|                         | Burcardo IV di Hohenberg | Burcardo III di Hohenberg |                                    |  |  |       |  |  |                    |  |  |                      |  |
|                         | Burcardo IV di Hohenberg | Cunegonda di Grünberg     |                                    |  |  |       |  |  |                    |  |  |                      |  |
| Burcardo V di Hohenberg | Burcardo IV di Hohenberg |                           |                                    |  |  |       |  |  |                    |  |  |                      |  |
|                         |                          | Valpurga di Aichelberg    | Luitoldo di Aichelberg             |  |  |       |  |  |                    |  |  |                      |  |
|                         |                          | Valpurga di Aichelberg    | Luitoldo di Aichelberg             |  |  |       |  |  |                    |  |  |                      |  |
|                         |                          | Valpurga di Aichelberg    | ? di Otterswang                    |  |  |       |  |  |                    |  |  |                      |  |
| Gertrude di Hohenberg   |                          | Valpurga di Aichelberg    |                                    |  |  |       |  |  |                    |  |  |                      |  |
|                         |                          | Rodolfo II di Tubinga     | Rodolfo I di Tubinga               |  |  |       |  |  |                    |  |  |                      |  |
|                         |                          | Rodolfo II di Tubinga     | Rodolfo I di Tubinga               |  |  |       |  |  |                    |  |  |                      |  |
|                         |                          | Rodolfo II di Tubinga     | Matilde di Gleiberg                |  |  |       |  |  |                    |  |  |                      |  |
| Matilde di Tubinga      |                          | Rodolfo II di Tubinga     |                                    |  |  |       |  |  |                    |  |  |                      |  |
|                         |                          | ? di Ronsberg             | Enrico di Ronsberg                 |  |  |       |  |  |                    |  |  |                      |  |
|                         |                          | ? di Ronsberg             | Enrico di Ronsberg                 |  |  |       |  |  |                    |  |  |                      |  |
|                         |                          | ? di Ronsberg             | Udihilda di Gammertingen           |  |  |       |  |  |                    |  |  |                      |  |
|                         |                          | ? di Ronsberg             |                                    |  |  |       |  |  |                    |  |  |                      |  |